# Wasser-Drache
Der Wasser-Drache (Renchen, chinesisch 壬辰, Pinyin rénchén) ist das 29. Jahr des chinesischen Kalenders (siehe Tabelle 天支 60-Jahre-Zyklus). Es ist ein Begriff aus dem Bereich der chinesischen Astrologie und bezeichnet diejenigen Mondjahre, die durch eine Verbindung des neunten Himmelsstammes (壬,  rén, Element Wasser und Yáng ) mit dem fünften Erdzweig (辰,  chén), symbolisiert durch den Drachen (龍,  lóng), charakterisiert sind.
Nach dem chinesischen Kalender tritt eine solche Verbindung alle 60 Jahre ein. Das vorletzte Wasser-Drache-Jahr begann 1952 und dauerte wegen der Abweichung des chinesischen vom gregorianischen Kalenderjahr vom 27. Januar 1952 bis 13. Februar 1953.
Das letzte Wasser-Drache-Jahr begann 2012 und dauerte vom 23. Januar 2012 bis zum 9. Februar 2013.

## Wasser-Drache-Jahr
Im chinesischen Kalenderzyklus ist das Jahr des Wasser-Drachen 壬辰rénchén das 29. Jahr (am Beginn des Jahres: Metall-Hase 辛卯 xīnmǎo 28).
| Liste der Wasser-Drache-Jahre des 60-Jahres-Zyklus (Ende des Zyklus – bei Zählung vom 1. Regierungsjahr Huángdì) (Beginn des Zyklus – bei Zählung vom 61. Regierungsjahr Huángdì)            |              |              |              |              |              |              |              |              |              |              |
| Zykl. | 0            | 1            | 2            | 3            | 4            | 5            | 6            | 7            | 8            | 9            |
| 0 | 2669 v. Chr. | 2609 v. Chr. | 2549 v. Chr. | 2489 v. Chr. | 2429 v. Chr. | 2369 v. Chr. | 2309 v. Chr. | 2249 v. Chr. | 2189 v. Chr. | 2129 v. Chr. |
| 10 | 2069 v. Chr. | 2009 v. Chr. | 1949 v. Chr. | 1889 v. Chr. | 1829 v. Chr. | 1769 v. Chr. | 1709 v. Chr. | 1649 v. Chr. | 1589 v. Chr. | 1529 v. Chr. |
| 20 | 1469 v. Chr. | 1409 v. Chr. | 1349 v. Chr. | 1289 v. Chr. | 1229 v. Chr. | 1169 v. Chr. | 1109 v. Chr. | 1049 v. Chr. | 989 v. Chr.  | 929 v. Chr.  |
| 30 | 869 v. Chr.  | 809 v. Chr.  | 749 v. Chr.  | 689 v. Chr.  | 629 v. Chr.  | 569 v. Chr.  | 509 v. Chr.  | 449 v. Chr.  | 389 v. Chr.  | 329 v. Chr.  |
| 40 | 269 v. Chr.  | 209 v. Chr.  | 149 v. Chr.  | 89 v. Chr.   | 29 v. Chr.   | 32           | 92           | 152          | 212          | 272          |
| 50 | 332          | 392          | 452          | 512          | 572          | 632          | 692          | 752          | 812          | 872          |
| 60 | 932          | 992          | 1052         | 1112         | 1172         | 1232         | 1292         | 1352         | 1412         | 1472         |
| 70 | 1532         | 1592         | 1652         | 1712         | 1772         | 1832         | 1892         | 1952         | 2012         | 2072         |
| 80 | 2132         | 2192         | 2252         | 2312         | 2372         | 2432         | 2492         | 2552         | 2612         | 2672         |
| Hinweis: Die laufende Nr. des Zyklus ergibt sich aus der Zeilen-Nr. addiert mit der Spalten-Nr. Beispiel: Das Wasser-Drache-Jahr des 35. Zyklus (Zeile 30 + Spalte 5) entspricht 569 v. Chr. |              |              |              |              |              |              |              |              |              |              |